# Kočičí dívka

Wikipe-tan jako kočičí dívka

Kočičí dívka (japonsky 猫娘, nekomusume nebo též 猫耳, nekomimi), někdy též kočkoholka, je ženská zvířecí postava s kočičími rysy a znaky, jako jsou například kočičí uši, ocas a další charakteristiky na lidském těle. S kočičími dívkami se můžeme setkat v různých fiktivních žánrech, a to především v japonském anime a manze.

## Historie

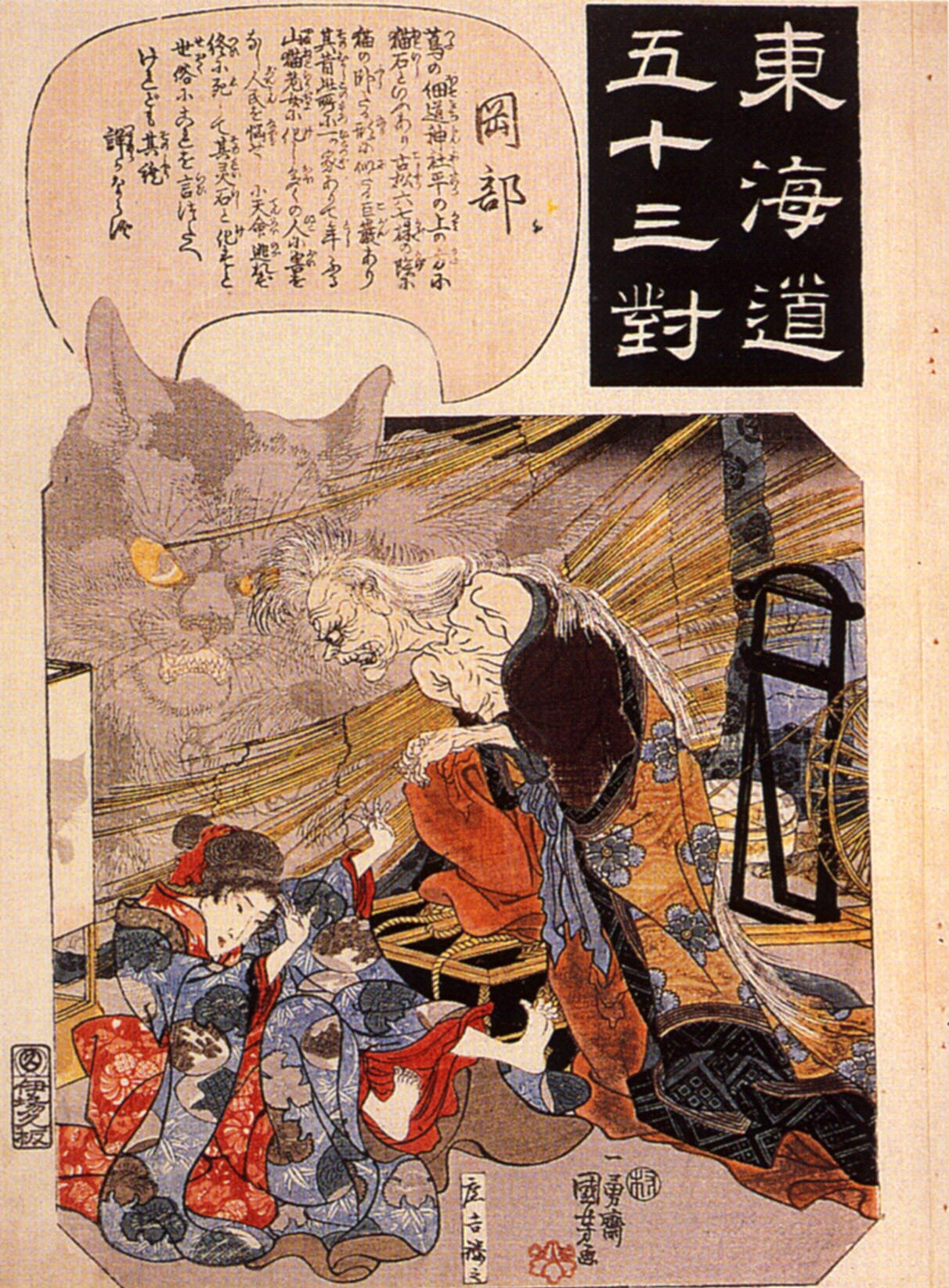
Proměna kočky v čarodějnici a její dívčí oběť – dřevoryt, 19. stol. Japonsko

Poprvé byl termín nekomusume zmíněn nejspíš v 18. století na výstavách misemono. Na jedné z nich mělo být vystaveno dílo znázorňující křížence mezi ženou a kočkou. Příběhy o bakeneko prostitutkách, které dokáží měnit svůj tvar, byly populární během období Edo. Populárním se nekomusume stalo i v následném období Šówa, během něhož se začalo v dílech, jako je Ehon sajošigure (絵本小夜時雨) a Ansei zakki (安政雑記), objevovat mnoho příběhů o takovýchto křížencích.
Dílo autora dětské literatury Kendžiho Mijazawy z roku 1924 zvané Suisenzuki no jokka (水仙月の四日; v překladu 4. měsíc narcisu) je považováno za první moderní dílo, v jehož příběhu se objevila krásná žena s kočičíma ušima. V roce 1936 se nekomusume opět dostalo mezi veřejnost, a to díky pouličním divadlům kamišibai. Za anime Ósama no šippo (v překladu Králův ocas), ve kterém se poprvé objevily kočičí dívky, stojí režisér a animátor Micujo Seo. V Severní Americe se postava Catwoman poprvé objevila v roce 1940 a Cheetah roku 1943, obě dvě z per autorů nakladatelství DC Comics.
Kočičí dívky získaly na veřejné popularitě v roce 1978, ve kterém byla publikována první kapitola mangy Wata no kuni hoši (綿の国星; v překladu Hvězda Bavlnové země), a během 90. let se už běžně objevovaly v japonské anime a manze. Od té doby kočičí dívky vystupovaly v různých médiích po celém světě, mimo jiné se prvky této subkultury začaly objevovat i na různých akcích, jako je například Nekocon.